# Didier Rodríguez
Didier Rodríguez (* 25. Januar 1998) ist ein panamaischer Leichtathlet, der sich auf den Hindernislauf spezialisiert hat, aber auch im Mittel- und Langstreckenlauf an den Start geht. Aktuell ist er Inhaber der Landesrekorde über 5000 Meter und 3000 m Hindernis.

## Sportliche Laufbahn
Erste Erfahrungen bei internationalen Meisterschaften sammelte Didier Rodríguez im Jahr 2019, als er bei den Zentralamerikameisterschaften in Managua in 4:05,00 min den siebten Platz im 1500-Meter-Lauf belegte und mit 15:23,20 min auf Rang fünf über 5000 Meter gelangte. Zudem gewann er in 3:17,98 min die Bronzemedaille mit der panamaischen 4-mal-400-Meter-Staffel. 2021 gewann er bei den Zentralamerikameisterschaften in San José in 4:00,53 min die Bronzemedaille über 1500 Meter und gelangte mit 9:33,07 min auf Rang vier über 3000 m Hindernis. Im Jahr darauf gewann er bei den Zentralamerikameisterschaften in Managua in 3:55,17 min die Silbermedaille über 1500 Meter und sicherte sich in 8:57,97 min auch die Silbermedaille über 3000 m Hindernis. Im Oktober nahm er an den Südamerikaspielen in Asunción und gewann dort in 8:54,61 min die Bronzemedaille im Hindernislauf hinter den Kolumbianern Gerald Giraldo und Carlos San Martín. 2023 siegte er in 3:54,18 min über 1500 Meter bei den Zentralamerikameisterschaften in San José und siegte dort in 8:55,77 min auch im Hindernislauf sowie in 3:15,81 min mit der 4-mal-400-Meter-Staffel. Anschließend belegte er bei den Zentralamerika- und Karibikspielen in San Salvador in 8:55,16 min den vierten Platz im Hindernislauf und gelangte dann bei den Südamerikameisterschaften in São Paulo mit 9:01,68 min auf Rang fünf. Im November wurde er bei den Panamerikanischen Spielen in Santiago de Chile in 8:58,73 min Siebter. Im Jahr darauf belegte er bei den panamerikanischen Crosslaufweltmeisterschaften in San Salvador in 30:34 min den achten Platz und anschließend gewann er bei den Ibero-Amerikanischen Meisterschaften in Cuiabá in 8:39,22 min die Bronzemedaille hinter dem Spanier Alejandro Quijada und Altobeli da Silva aus Brasilien. Anschließend siegte er bei den Zentralamerikameisterschaften in San Salvador in 8:49,13 min im Hindernislauf und kam über 800 Meter nicht ins Ziel. Im November gelangte er bei den Juegos Bolivarianos in Ayacucho mit 43:55 min auf den neunten Platz im Crosslauf.
2025 gewann er bei den Südamerikameisterschaften in Mar del Plata in 8:41,31 min die Silbermedaille über 3000 m Hindernis hinter dem Kolumbianer Carlos San Martín und belegte über 5000 Meter in 14:09,08 min den sechsten Platz.
In den Jahren 2021 und 2023 wurde Rodríguez panamaischer Meister im 3000-Meter-Hindernislauf sowie 2023 auch über 5000 Meter.

## Persönliche Bestzeiten
- 1500 Meter: 3:54,18 min, 7. Mai 2023 in San José
- 5000 Meter: 14:09,08 min, 27. April 2025 in Mar del Plata (panamaischer Rekord)
- 3000 m Hindernis: 8:39,22 min, 10. Mai 2024 in Cuiabá (panamaischer Rekord)